# Абракунисский район
Абракунисский район (азерб. Əbrəqunis rayonu / Әбрəгунис рајону) — единица административного деления Азербайджанской ССР, существовавшая в 1930—1949 годах. Административный центром района было село Абракунис. В районе издавалась газета «Зəрбəчи һејвандар».

## История
Абракунисский район был образован 8 августа 1930 года в составе Нахичеванской АССР.
5 января 1949 года Абракунисский район был упразднён, а его территория передана в Джульфинский район.

## Население
По данным переписи 1939 года, в Абракунисском районе проживало 9413 чел. Национальный состав района был таким: азербайджанцы — 87,3 %, армяне — 11,8 %.